# Roland Ramoser
Roland Ramoser (* 3. září 1972, Ritten, Itálie) je bývalý italský lední hokejista. Patři k nejlepším hokejistům italské historie, byl mnohaletým reprezentantem.

## Kariéra

### Klubová kariéra
Většinu kariéry odehrál v italské lize, v letech 1996 až 2000 působil v německé lize v dresu Nürnberg Ice Tigers a Kassel Huskies. Je pětinásobným mistrem Itálie – v letech 1993 a 1994 s HC Milano a v letech 1995, 2008 a 2009 s Bolzanem. V roce 2001 se stal nejlepším střelcem italské ligy.

### Reprezentace
V letech 1994 až 2009 byl pravidelným členem italské reprezentace na mistrovství světa. Účastnil se také olympijských turnajů 1994 a 1998. Velkým zklamáním pro něj bylo, když v roce 2006 nebyl nominován na domácí olympiádu v Turíně.
Největším úspěchem s národním týmem bylo hned při své první účasti na vrcholném turnaji šesté místo na mistrovství světa 1994. Po Noru Tommy Jakobsenovi má nejvíce účastí na mistrovství světa.